# Vrestovia fidenas
Vrestovia fidenas är en stekelart som först beskrevs av Walker 1848.  Vrestovia fidenas ingår i släktet Vrestovia och familjen puppglanssteklar. Arten är reproducerande i Sverige. Inga underarter finns listade i Catalogue of Life.